# Delray Beach Open 2017
Il Delray Beach Open 2017 è stato un torneo di tennis giocato sul cemento. È stata la 25ª edizione del Delray Beach Open, che fa parte della categoria ATP Tour 250 nell'ambito dell'ATP World Tour 2017. Si è giocato al Delray Beach Tennis Center di Delray Beach, negli Stati Uniti, dal 20 al 26 febbraio 2017.

## Partecipanti

### Teste di serie
| Nazionalità | Giocatore             | Ranking* | Testa di serie |
| ----------- | --------------------- | -------- | -------------- |
| Canada      | Milos Raonic          | 4        | 1              |
| Croazia     | Ivo Karlović          | 20       | 2              |
| Stati Uniti | Jack Sock             | 21       | 3              |
| Stati Uniti | Sam Querrey           | 29       | 4              |
| Stati Uniti | Steve Johnson         | 30       | 5              |
| Australia   | Bernard Tomić         | 32       | 6              |
| Argentina   | Juan Martín del Potro | 36       | 7              |
| Regno Unito | Kyle Edmund           | 49       | 8              |

* Ranking al 13 febbraio 2017.

### Altri partecipanti
I seguenti giocatori hanno ricevuto una wild card per il tabellone principale:
- Bjorn Fratangelo
- Stefan Kozlov
- Sam Querrey

Il seguente giocatore è entrato in tabellone con il ranking protetto:
- Tommy Haas

I seguenti giocatori sono entrati in tabellone passando dalle qualificazioni:

- Kimmer Coppejans
- Steve Darcis
- Akira Santillan
- Tim Smyczek

## Campioni

### Singolare
Jack Sock ha conquistato il titolo a seguito del ritiro di  Milos Raonic.
- È il terzo titolo in carriera per Sock, secondo della stagione.

### Doppio
Raven Klaasen /  Rajeev Ram hanno sconfitto in finale  Treat Huey /  Maks Mirny con il punteggio di 7-5, 7-5.